# Грін Тауншип (округ Грін, Пенсільванія)
Грін Тауншип (англ. Greene Township) — селище (англ. township) в США, в окрузі Грін штату Пенсільванія. Населення — 401 особа (2020).

## Демографія
Згідно з переписом 2010 року, у селищі мешкало 445 осіб у 184 домогосподарствах у складі 131 родини. Було 203 помешкання
Расовий склад населення:
| - 98,7 % — білих - 0,2 % — корінних американців - 0,2 % — чорних або афроамериканців |

До двох чи більше рас належало 0,4 %. Частка іспаномовних становила 0,9 % від усіх жителів.
За віковим діапазоном населення розподілялося таким чином: 20,7 % — особи молодші 18 років, 65,1 % — особи у віці 18—64 років, 14,2 % — особи у віці 65 років та старші. Медіана віку мешканця становила 43,0 року. На 100 осіб жіночої статі у селищі припадало 100,5 чоловіків;  на 100 жінок у віці від 18 років та старших — 97,2 чоловіків також старших 18 років.
Середній дохід на одне домашнє господарство  становив 67 980 доларів США (медіана — 52 344), а середній дохід на одну сім'ю — 74 235 доларів (медіана — 60 556). За межею бідності перебувало 7,5 % осіб, у тому числі 7,1 % дітей у віці до 18 років та 8,7 % осіб у віці 65 років та старших.
Цивільне працевлаштоване населення становило 235 осіб. Основні галузі зайнятості: освіта, охорона здоров'я та соціальна допомога — 24,3 %, сільське господарство, лісництво, риболовля — 18,3 %, науковці, спеціалісти, менеджери — 10,6 %, роздрібна торгівля — 9,4 %.